# Borislav Ivkov
Borislav Ivkov (in serbo Борислав Ивков?; Belgrado, 12 novembre 1933 – Belgrado, 14 febbraio 2022) è stato uno scacchista serbo (fino al 1992 jugoslavo), Grande maestro.

## Biografia
Nel periodo 1955-1970 fu il più forte giocatore jugoslavo dopo Svetozar Gligorić. Vinse per tre volte il campionato jugoslavo e partecipò più volte alle selezioni per il titolo mondiale. Giocò con la Jugoslavia in 12 olimpiadi degli scacchi ottenendo 15 medaglie.

## Principali risultati
- 1949:  ottiene il titolo di Maestro a 16 anni, dopo essersi classificato 4º-7º posto nel campionato jugoslavo;
- 1951:  vince il primo campionato del mondo juniores (under 20) di Birmingham;
- 1955:  primo a Buenos Aires, davanti a Gligorić, Pilnik e Szabó; primo a Mar del Plata davanti a Najdorf, Gligorić, Szabó e Pachman; 2º-3º a Zagabria con Matanović, dietro a Smyslov; ottiene il titolo di Grande maestro;
- 1956:  terzo nel torneo di Hastings 1955/56;
- 1957:  2º-4º nel campionato jugoslavo, vinto da Gligorić;
- 1958:  vince a Sarajevo il suo primo campionato jugoslavo; lo vincerà ancora nel 1963 a Zenica (alla pari con Udovcić) e nel 1972 a Umago; 1º-3º a Bognor Regis; pari primo a Sarajevo;
- 1959:  pari primo a Lima con Pachman e ancora pari primo a Santiago del Cile con Pachman;
- 1961:  pari primo con Bent Larsen a Beverwijk;
- 1965:  2º-4º a L'Avana con Juchym Heller e Bobby Fischer, dietro a Smyslov; pari primo con Uhlmann a Zagabria, davanti al campione del mondo Petrosyan, Portisch, Larsen e Bronštejn;
- 1966:  primo a Venezia;
- 1967:  pari primo a Sarajevo con Leonid Štejn; primo nello zonale di Vrnjačka Banja;
- 1968:  pari primo a Malaga con Dražen Marović; primo-terzo a Sombor;
- 1969:  =2º nello zonale di Raach; 1º-4º a Belgrado;
- 1970:  primo a Stoccolma;
- 1972:  pari primo con Ljubojević nello zonale di Caorle;
- 1974:  pari primo con Vlastimil Jansa e Volodymyr Tukmakov ad Amsterdam;
- 1977:  secondo a Štip, dietro a Hort;
- 1985:  primo a Cienfuegos con 10/13;
- 1999:  pari primo con Portisch nel Petrosian Memorial di Mosca.

Nel 2007, all'età di 73 anni, ha partecipato con successo al Canadian open di Ottawa.

### Risultati alle Olimpiadi
Ivkov ha giocato 171 partite in 12 olimpiadi, con il risultato complessivo di +82, =76, –13 (70,2%). Ha vinto due medaglie d'oro, due d'argento e una di bronzo individuali; sei d'argento e quattro di bronzo di squadra, per un totale di 15 medaglie, un record per giocatori non sovietici.